# Tin (newsreader)
tin är klient för trådad läsning av Usenet som är baserad på öppen källkod, som används för att läsa och posta inlägg på USENET:s globala kommunikationsnätverk.
Senaste stabila versionen är 2.6.4, 24 december 2024.